# Amsonie
Amsonie (Amsonia) je rod rostlin z čeledi toješťovité. Jsou to přímé byliny s jednoduchými střídavými listy a modrými hvězdovitými květy. Rod zahrnuje asi 20 druhů, z nichž převážná většina roste v Severní Americe. Jeden druh roste v jihovýchodním Středomoří, další ve východní Asii. Amsonie jsou pěstovány jako okrasné zahradní rostliny a některé druhy mají význam v medicíně.

## Popis
Amsonie jsou přímé, vytrvalé byliny ronící bílou latexovou šťávu. Hlavní kořen je dřevnatý a dlouhověký. Dorůstají výšky asi 12 cm až 1,2 metru. Listy jsou střídavé až skoro přeslenité, jednoduché, bylinné. Květy jsou modré, bílé nebo růžové, až 1,5 cm široké, ve vrcholových vrcholících skládajících laty či chocholíky. Kališní lístky jsou úzce zašpičatělé. Koruna je nálevkovitá, s válcovitou, na vnitřní straně vlnatou korunní trubkou, která se nad polovinou rozšiřuje. Korunní laloky se překrývají směrem doleva. Tyčinky vyrůstají v rozšířené části korunní trubky a nevyčnívají, prašníky nejsou srostlé s čnělkou. Gyneceum je složeno ze 2 semeníků, které jsou spojeny nitkovitou čnělkou. Obsahují mnoho vajíček. Plodem je souplodí dvou válcovitě vřetenovitých, vzpřímených, mnohasemenných měchýřků.

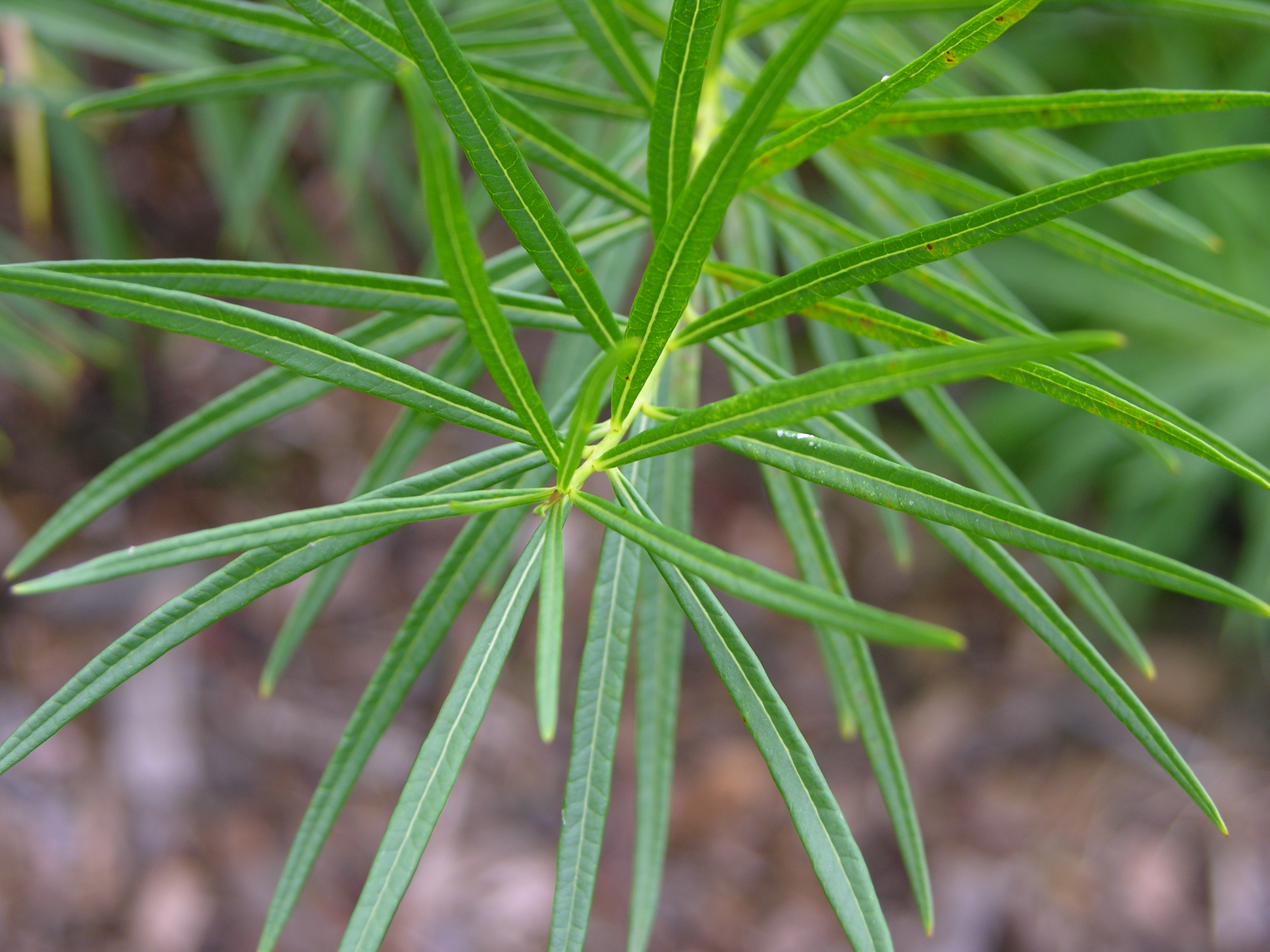
Detail listů Amsonia hubrichtii
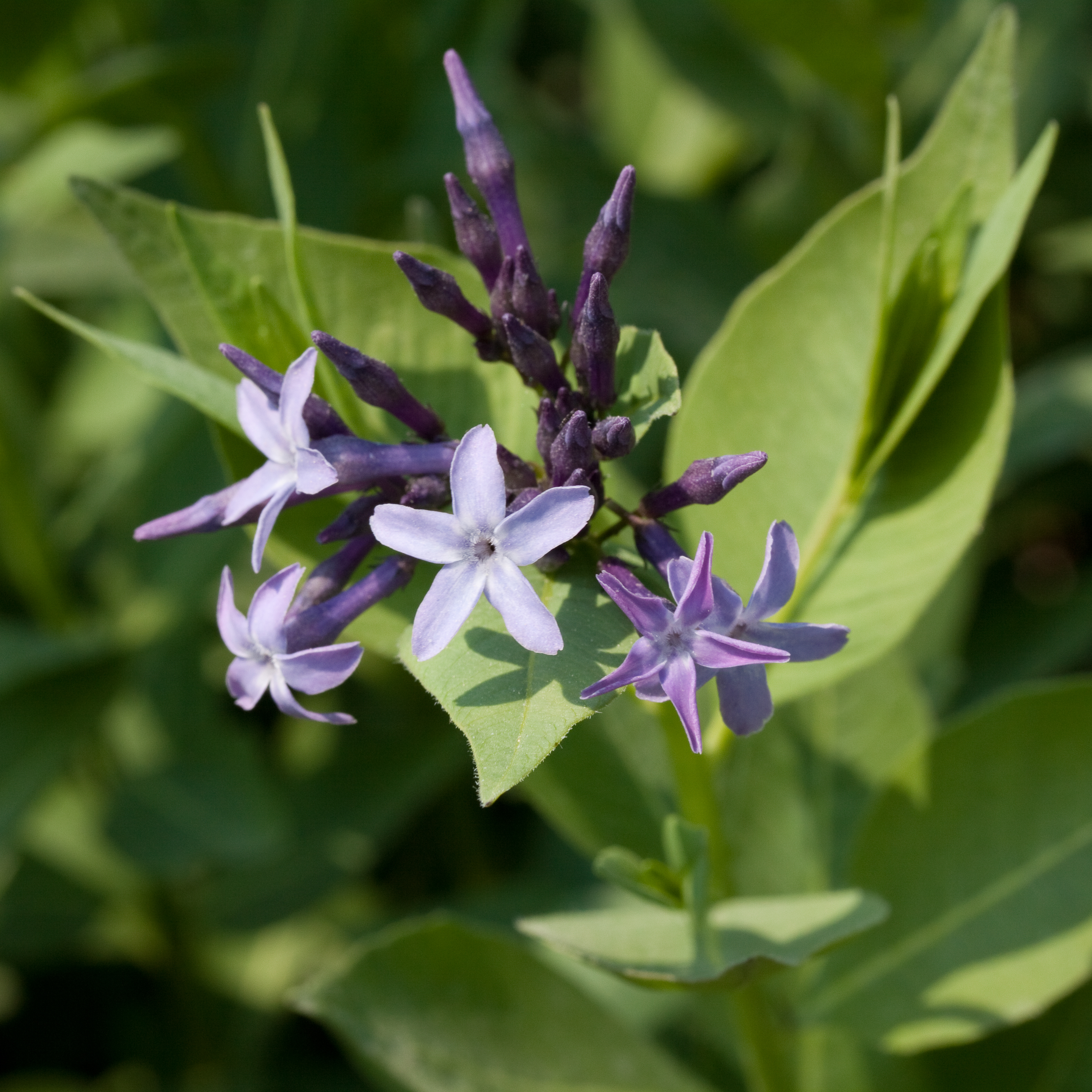
Květy Amsonia orientalis
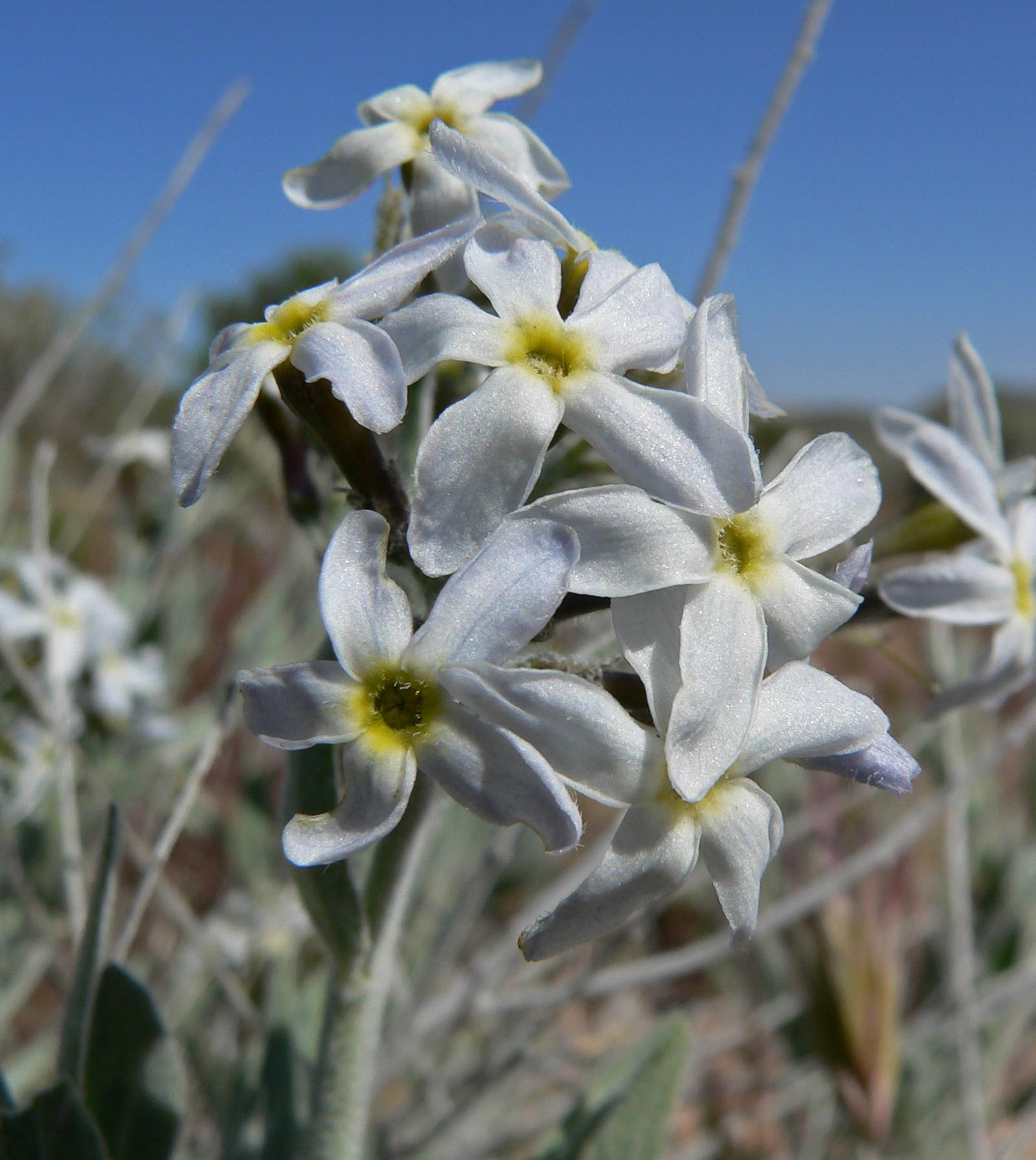
Amsonia tomentosa

## Rozšíření
Rod amsonie zahrnuje 19 nebo 20 druhů. Je rozšířen především v Severní Americe. Mimo tento kontinent rostou pouze 2 druhy. Amsonia orientalis roste v Turecku a Řecku, Amsonia elliptica roste v Japonsku a východní Číně.

## Taxonomie
Rod Amsonia je v rámci čeledi Apocynaceae řazen do podčeledi Rauvolfioideae a tribu Amsonieae. Je to jediný rod tohoto tribu.
První druh rodu Amsonia popsal Carl Linné v roce 1753, zařadil jej však do rodu Tabernaemontana jako T. amsonia. Později byl v roce 1788 tento druh Thomasem Walterem přeřazen do nového rodu Amsonia.
Evropský druh Amsonia orientalis byl v minulosti řazen do rodu Rhazya.

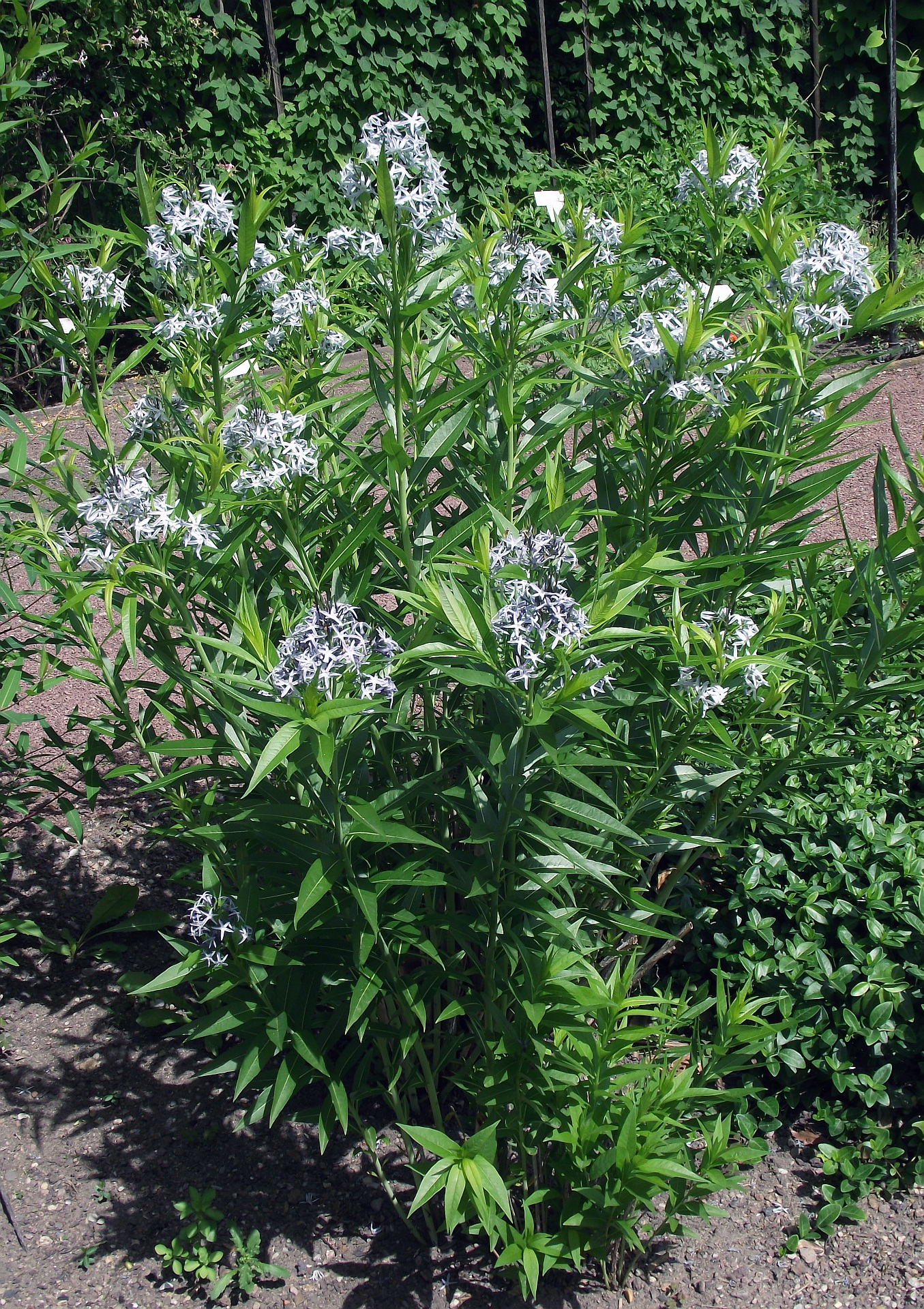
Amsonia tabernaemontana jako zahradní rostlina

## Význam
Amsonie jsou pěstovány jako méně známé okrasné zahradní rostliny. Mezi běžněji pěstované náleží zejména Amsonia tabernaemontana a její kultivary, např. 'Blue Star' či 'Blue Ice'. Za velmi zdobný je považován druh Amsonia hubrichtii s jemnými, úzkými listy. Amsonie kvetou na jaře a v časném létě, pohledné jsou však i mimo dobu kvetení, neboť vytvářejí hustý porost sytě zelených listů. Navíc nejsou poškozovány škůdci ani okusovány býložravci.
Nálev z asijského druhu Amsonia elliptica je v Číně používán při nachlazení a jako potopudný prostředek.

## Pěstování
Amsonie prospívají na plném slunci nebo jen při lehkém zastínění. Na půdu nejsou nikterak vybíravé. Všechny druhy dobře prosperují ve středně vlhké půdě, některé druhy jsou navíc odolné vůči suchu. Jsou vesměs mrazuvzdorné. Při nedostatku letního slunce mají řídký vzrůst a méně pěkný vzhled. Amsonie se množí buď výsevem nebo řízkováním. Semena se vysévají v průběhu zimy nebo v časném jaře a klíčí v chladu. Řízky se odebírají na začátku léta.